# مجتمع کامپیوتر پایتخت
مجتمع کامپیوتر پایتخت که با نام پاساژ پایتخت نیز شناخته می‌شود، یک مرکز خرید متمرکز بر صنعت رایانه است که در سال ۱۳۷۴ پایه‌گذاری شد و در بلوار میرداماد واقع در تهران، ایران قرار دارد. ساختمان این مجتمع دارای دو بخش ۱۰ و ۱۴ طبقه است و در مجموع دارای ۵ طبقهٔ شامل فروشگاه‌های کالای دیجیتال می باشد..

## موقعیت و خصوصیات
مرکز خرید پایتخت در ابتدا بلوار میرداماد تهران و در مجاورت تقاطع این بلوار با خیابان ولی‌عصر واقع شده است. دسترسی به این مرکز از طریق ایستگاه متروی میرداماد نیز امکان‌پذیر است.
این مرکز از دو ساختمان ده و چهارده طبقه تشکیل شده است که ۵ طبقه (شامل همکف و زیر همکف) از این ساختمان‌ها به فروشگاه‌ها اختصاص یافته و باقی طبقات آن شامل واحدهای اداری هستند.

## تاریخچه
مجتمع کامپیوتر پایتخت در سال ۱۳۷۴ بنیان‌گذاری شد و اکنون به‌عنوان یکی از مهم‌ترین و قدیمی‌ترین مراکز تجاری صنعت رایانه در تهران شناخته می‌شود.
این مجتمع در سال ۱۳۸۹ تندیس طلایی جوایز فناوری ایران به‌عنوان برترین مرکز خرید لوازم دیجیتال و سخت‌افزار را کسب کرده است.

## انتقادها
برخی رسانه‌ها بالاتر بودن قیمت‌ها در این مرکز خرید نسبت به سایر مراکز خرید رایانه و موبایل را مورد انتقاد قرار داده‌اند.
طی سال‌های فعالیت این مجتمع، هشدارهای ایمنی در خصوص خطر آتش‌سوزی به مسؤولان آن داده شده و چندین بار از جمله در سال‌های ۱۳۹۷ و ۱۳۹۸ دچار آتش‌سوزی شده است.

## بیشتر بخواند
- فهرست مراکز خرید در ایران